# Star-Spangled Comics
Star Spangled Comics était une anthologie de comics publiée par DC Comics et qui a duré 130 numéros, d'octobre 1941 à juillet 1952. La série fut ensuite rebaptisée Star Spangled War Stories et a duré jusqu’au numéro no 204 (février–mars 1977).

## Historique de la publication
Star Spangled Comics a fait ses débuts le 6 août 1941 (avec comme date de couverture octobre 1941). La série a commencé comme un titre de super-héros mettant en vedette les aventures de Star-Spangled Kid et Stripesy qui apparaissent jusqu'au numéro no 86 (novembre 1948). La particularité de la série est de mettre à l'honneur un héros adolescent avec un assistant adulte. Avec le numéro no 7 (avril 1942), le titre présente la Newsboy Legion créée par Joe Simon et Jack Kirby. Une série d'histoires mettant en vedette Robin, le Garçon Prodige a commencé dans le numéro no 65 (février 1947) et se poursuit jusqu'à la fin du titre avec le numéro no 130. Ce sont principalement des aventures en solo de Robin, mais elles incluent aussi quelques caméos de Batman. Tomahawk, une histoire de western fut introduite dans le numéro no 69 (juin 1947),. Merry, Girl of 1,000 Gimmicks est d'abord apparu dans le numéro no 81 (juin 1948) dans l'histoire de "Star-Spangled Kid". Au début des années 1950, le titre est principalement composé d'histoires d'horreur et, à la fin, il change de format pour passer à des histoires entièrement dédiées à la guerre ; à tel point qu'il est renommé pour devenir Star Spangled War Stories,.
Un one-shot Star Spangled Comics a été publié en 1999. Il fait partie de l'histoire The Justice Society Returns.

## Éditions reliées

### Éditions américaines
- The Newsboy Legion Vol. 1, contient Star Spangled Comics no 7-32, 360 pages, mars 2010,  (ISBN 978-1401225933)
- The Newsboy Legion Vol. 2, contient Star Spangled Comics no 33-64, 368 pages, août 2017,  (ISBN 978-1401272364)
- Robin Archives Vol. 1, contient les histoires de  Robin de Star Spangled Comics no 65-85, 240 pages, octobre 2005,  (ISBN 978-1401204150)
- Robin Archives Vol. 2, contient les histoires de Robin de Star Spangled Comics no 86-105, 256 pages, avril 2010,  (ISBN 978-1401226251)

### Éditions françaises
Il n'existe actuellement aucune version française.